# 예융쉬안
예융쉬안(葉永烜,1947년 3월 10일 ~ )은 중화민국의 천문학자로, 현재 국립 중앙 대학와 마카오 과학기술대학의 교수이다. 난징에서 태어난 하카인이며, 어려서는 마카오에서 자랐다. 2016년 대만 중앙연구원의 원사로 선정되었다.

## 생애
예융쉬안은 1947년 난징에서 태어났다. 1948년 대만 타이중시로, 이듬해인 1949년에는 마카오로 부모와 함께 이주하여, 그곳에서 자라났다. 1965년 성공회 소속 학교를 졸업하고, 홍콩으로 옮겨 가 1969년 홍콩 중문 대학에서 물리학 학사 학위를 받았다. 1970년 피츠버그 대학교에서 물리학 석사, 1974년 캘리포니아 대학교 샌디에이고에서 응용물리학과 정보과학으로 박사 학위를 받았다. 이 때 박사 지도교수가 노벨 물리학상 수상자인 한네스 알벤이었다. 독일 막스 플랑크 고층대기 연구소(현 태양계 연구소)에서 우주계획 분야 수석과학자로 일했으며, 현재는 타이완 국립중앙대학과 마카오 과학기술대학의 교수로 재임 중이다. 독일 국적을 취득한 바 있으나, 현재 타이완 국적의 과학자이다. 두 딸을 두고 있으며, 미술에도 조예가 있어 개인 전시회도 여러 차례 가졌다.

## 연구
예융쉬안의 연구 분야는 천문학의 다양한 분야에 걸쳐 있으며, 혜성, 행성 대기, 지구 고층대기, 태양계와 행성의 형성, 플라즈마 과학 등을 아우른다. 조토 혜성 탐사선, 목성 탐사선인 갈릴레오, 토성 탐사선인 카시니-하위헌스, 유럽 우주국의 로제타 탐사선과 같은 여러 우주 계획에 참여했다. 그 중에서 특히 카시니 계획은 프랑스의 다니엘 고티에, 미국의 토비 오언과 함께 초기 계획을 수립하였으며, 2009년 다른 두 과학자와 함께 미국 항공우주국 특별 공로 훈장(Exceptional Public Service Medal)을 수여받았다. 소행성 18730은 그의 영어 이름을 따서 윙이프(Wingip)로 명명되었다.